# Ciclismo en los Juegos Olímpicos de París 2024 – BMX Estilo libre masculino
La prueba de ciclismo BMX estilo libre masculino en los Juegos Olímpicos de París se llevó a cabo en París, Francia desde el 30 al 31 de julio de 2024 en la Plaza de la Concordia de la ciudad de París.

## Formato de competición
El BMX Freestyle es una modalidad del ciclismo BMX que se centra en la realización de trucos y acrobacias con bicicletas, en lugar de competir por velocidad. A diferencia de otras modalidades del BMX, el Freestyle permite a los ciclistas mostrar su creatividad sin restricciones. Los ciclistas pueden realizar saltos, giros, y trucos en rampas, barandillas y otros obstáculos urbanos.
Esta disciplina consta de dos fases: una primera fase de clasificación y una segunda fase de finales. En competiciones como los Juegos Olímpicos, los participantes suelen realizar dos rondas de 60 segundos cada una, donde se les asigna una puntuación basada en la dificultad de los trucos, la altura de los saltos, la creatividad y el estilo. La puntuación total se promedia para determinar el ganador.

## Horario
Todos los horarios están en UTC tiempo de Francia (+2 GMT)
| Fecha                         | Hora  | Evento        |
| ----------------------------- | ----- | ------------- |
| Martes 30 de julio de 2024    | 15:11 | Clasificación |
| Miércoles 31 de julio de 2024 | 14:32 | Final         |

## Resultados

### Clasificación
- Las clasificaciones finalizaron de la siguiente forma:[4]

| Clasificación | Clasificación  | Clasificación      | Clasificación | Clasificación | Clasificación | Clasificación |
| Pos.          | País           | Ciclista           | Run 1         | Run 2         | Promedio      |               |
| ------------- | -------------- | ------------------ | ------------- | ------------- | ------------- | ------------- |
| 1.º           | Reino Unido    | Kieran Reilly      | 91.68         | 90.75         | 91.21         | Q             |
| 2.º           | Estados Unidos | Marcus Christopher | 90.10         | 88.87         | 89.48         | Q             |
| 3.º           | Australia      | Logan Martin       | 88.56         | 90.22         | 89.39         | Q             |
| 4.º           | Estados Unidos | Justin Dowell      | 88.40         | 89.74         | 89.07         | Q             |
| 5.º           | Francia        | Anthony Jeanjean   | 87.22         | 87.94         | 87.58         | Q             |
| 6.º           | Japón          | Rim Nakamura       | 87.20         | 86.87         | 87.03         | Q             |
| 7.º           | Argentina      | José Torres Gil    | 86.24         | 87.08         | 86.66         | Q             |
| 8.º           | Brasil         | Gustavo Batista    | 85.51         | 86.07         | 85.79         | Q             |
| 9.º           | Letonia        | Ernests Zēbolds    | 84.60         | 85.29         | 84.94         | Q             |
| 10.º          | Canadá         | Jeffrey Whaley     | 76.20         | 80.83         | 78.51         |               |
| 11.º          | Croacia        | Marin Ranteš       | 85.19         | 67.40         | 76.29         |               |
| 12.º          | Sudáfrica      | Vincent Leygonie   | 73.20         | 78.50         | 75.85         |               |

Regla de clasificación: Los corredores clasificados del 1.º al 9.º se clasifican para la final; el resto es eliminado.

### Finales

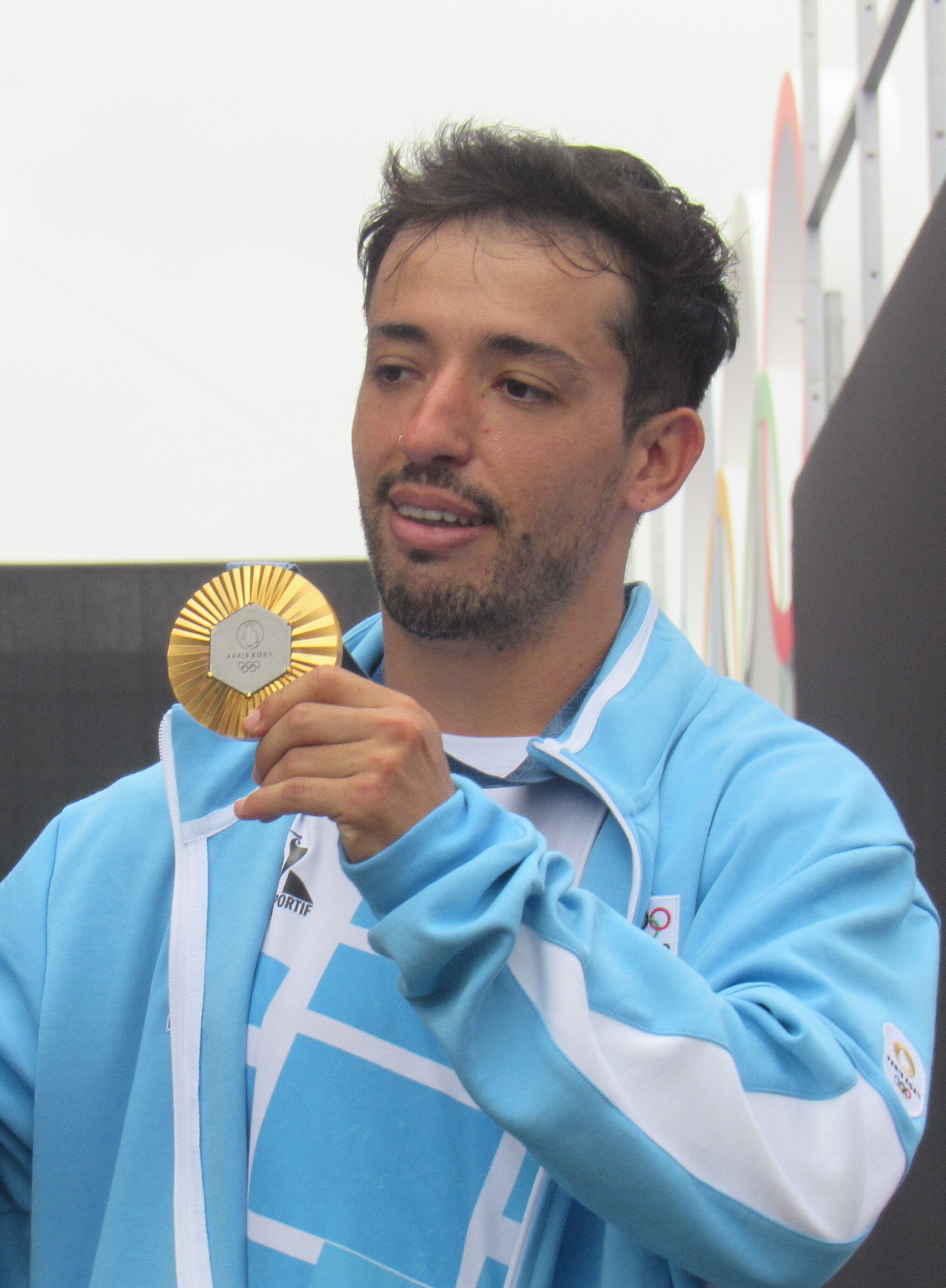
José Maligno Torres, ganador de la medalla de oro.

- Las clasificaciones finalizaron de la siguiente forma:[5]

| Pos. | Ciclista           | Run 1 | Run 2 | Mejor |
| ---- | ------------------ | ----- | ----- | ----- |
|      | José Torres Gil    | 94.82 | 92.12 | 94.82 |
|      | Kieran Reilly      | 93.70 | 93.91 | 93.91 |
|      | Anthony Jeanjean   | 3.22  | 93.76 | 93.76 |
| 4.º  | Marcus Christopher | 29.40 | 93.11 | 93.11 |
| 5.º  | Rim Nakamura       | 90.35 | 90.89 | 90.89 |
| 6.º  | Gustavo Batista    | 90.20 | 88.88 | 90.20 |
| 7.º  | Justin Dowell      | 88.35 | 54.60 | 88.35 |
| 8.º  | Ernests Zēbolds    | 86.04 | 87.14 | 87.14 |
| 9.º  | Logan Martin       | 64.40 | 33.40 | 64.40 |